# The Cosby Show
The Cosby Show és una comèdia de situació americana de televisió protagonitzada per Bill Cosby, que es va estrenar el 20 de setembre de 1984 i es va estar emetent durant vuit temporades pel canal de televisió NBC fins al 30 d'abril de 1992. La història se centra en la família Huxtable, una família afroamericana de classe alta que viu a Brooklyn, Nova York.

## Argument
La sèrie narra les aventures dels Huxtable, una familia amb cinc fills. El pare, Cliff, és metge i la mare, Clair, és advocada. Al llarg de les temporades, els fills van marxant de casa per anar-se’n a estudiar, a la vegada que no triguen a tornar per presentar les parelles, marits i fins i tot fills sorpresa. Fins i tot alguns d'ells tornen a viure a la casa.

## Personatges
- Heathcliff "Cliff" Huxtable (Bill Cosby): pare de la família Huxtable. Treballa de ginecòleg. Sol cridar l'atenció pels vistosos jerseis que porta sempre.
- Clair Olivia Hanks-Huxtable (Phylicia Rashad): dona de Cliff, mare de la família Huxtable. Advocada de professió.
- Sondra Huxtable-Tibideaux (Sabrina LeBeauf): filla major de la família. Durant les primeres temporades estudia a la Universitat de Princeton. A la temporada 4 es casa amb Elvin i tenen dos fills bessons: Winnie i Nelson.
- Elvin Tibideaux (Geoffrey Owens) (Temporades 2-8): estudiant de medicina. Nòvio de Sondra i més endavant el seu marit i pare dels seus dos fills.
- Denise Huxtable-Kendall (Lisa Bonet) (Temporades 1-7): segona filla de Cliff i Clair. Se’n a estudiar a la Universitat de Hillmann, però un any després l'abandona i se'n va a treballar a Àfrica. Quan torna, està casada amb Martin. A l'última temporada viu a la Xina amb el seu marit.
- Martin Kendall (Joseph C. Phillips) (Temporades 6-8): tinent de la marina, que apareix a la família després d'haver-se casat amb Denise. Està separat i té una filla del seu anterior matrimoni, Olivia.
- Theodore Aloysius "Theo" Huxtable (Malcolm-Jamal Warner): fill mitjà i únic noi de tots els germans. Viu amb els seus pares fins que se’n va a viure a un apartament. La causa de les seves males notes se sap quan li diagnostiquen dislèxia.
- Vanessa Huxtable (Tempestt Bledsoe): quarta filla de la família Huxtable. Les últimes temporades se’n va a estudiar a la universitat i es compromet amb un home gran, amb qui no s'arriba a casar.
- Rudith Lillian "Rudy" Huxtable (Keshia Knight Pulliam): filla petita de Cliff i Clair. Al principi de la sèrie només té cinc anys, i va creixent al llarg de les següents temporades.
- Olivia Kendall (Raven-Symoné) (Temporades 6-8): fillastra de Denise. Quan arriba a la casa s'integra ràpidament a la família, i passa molt de temps amb Cliff mentre els seus pares estan de viatge.
- Pam Tucker (Erika Alexander) (Temporades 7-8): prima de Clair, que s'instal·la a viure a casa seva durant les últimes temporades. Ve d'un barri que no és tan acomodat com el de la família Huxtable.